# NGC 5169
NGC 5169 este o galaxie spirală situată în constelația Câinii de Vânătoare. A fost descoperită în 26 aprilie 1830 de către John Herschel. Se află la o distanță de 38,5 de megaparseci de Pământ.